# Estanque de estabilización

Esquema de los tres tipos principales de lagunas de estabilización: (1) anaeróbicas, (2) facultativas y (3) aeróbicas (maduración), cada una con diferentes características de tratamiento y diseño

Los estanques de estabilización (también  lagunas de estabilización de aguas residuales) son pequeñas lagunas o estanques diseñados y construidos para el tratamiento de aguas residuales, para reducir el contenido orgánico y eliminar patógenos presentes en las aguas residuales. Generalmente consisten en depresiones creadas por el hombre mediante excavación sobre el terreno y confinadas por estructuras de tierra. El agua residual procedente del colector entra por un extremo de la laguna saliendo por el otro, tras un lento discurrir por la laguna durante de varios días. Durante ese tiempo, se realizan diversos procesos naturales de depuración del agua residual, principalmente procesos físicos de sedimentación y biológicos de degradación de la materia orgánica mediante microorganismos aerobios y anaerobios.

## Aspectos generales
Los estanques de estabilización de aguas residuales se utilizan en todo el mundo y son especialmente adecuados para países en desarrollo que tienen climas cálidos. El sistema puede constar de un solo estanque o de varios estanques en serie,  o en una combinación de ambas, o en paralelo, cada uno de los cuales desempeña una función diferente en la eliminación de contaminantes (véase lagunaje). Después del tratamiento, el efluente puede devolverse a los cauces de  aguas superficiales o reutilizarse como agua de riego (o agua recuperada) si cumple con los estándares de efluentes requeridos (por ejemplo, niveles suficientemente bajos de patógenos).
Puesto que los estanques de estabilización implican procesos de tratamiento naturales con tasas de eliminación de residuo lentas,  se requieren áreas más grandes que para otros procesos de tratamiento con aportes de energía externa, como ocurre con otros procesos de depuración biológica con empleo de aireadores, que tienen mucho más en común con el proceso de  lodos activados. Estas lagunas aireadas utilizan menos superficie que la necesaria para los estanques de estabilización tradicionales y también son comunes en pueblos pequeños.

## Fundamentos

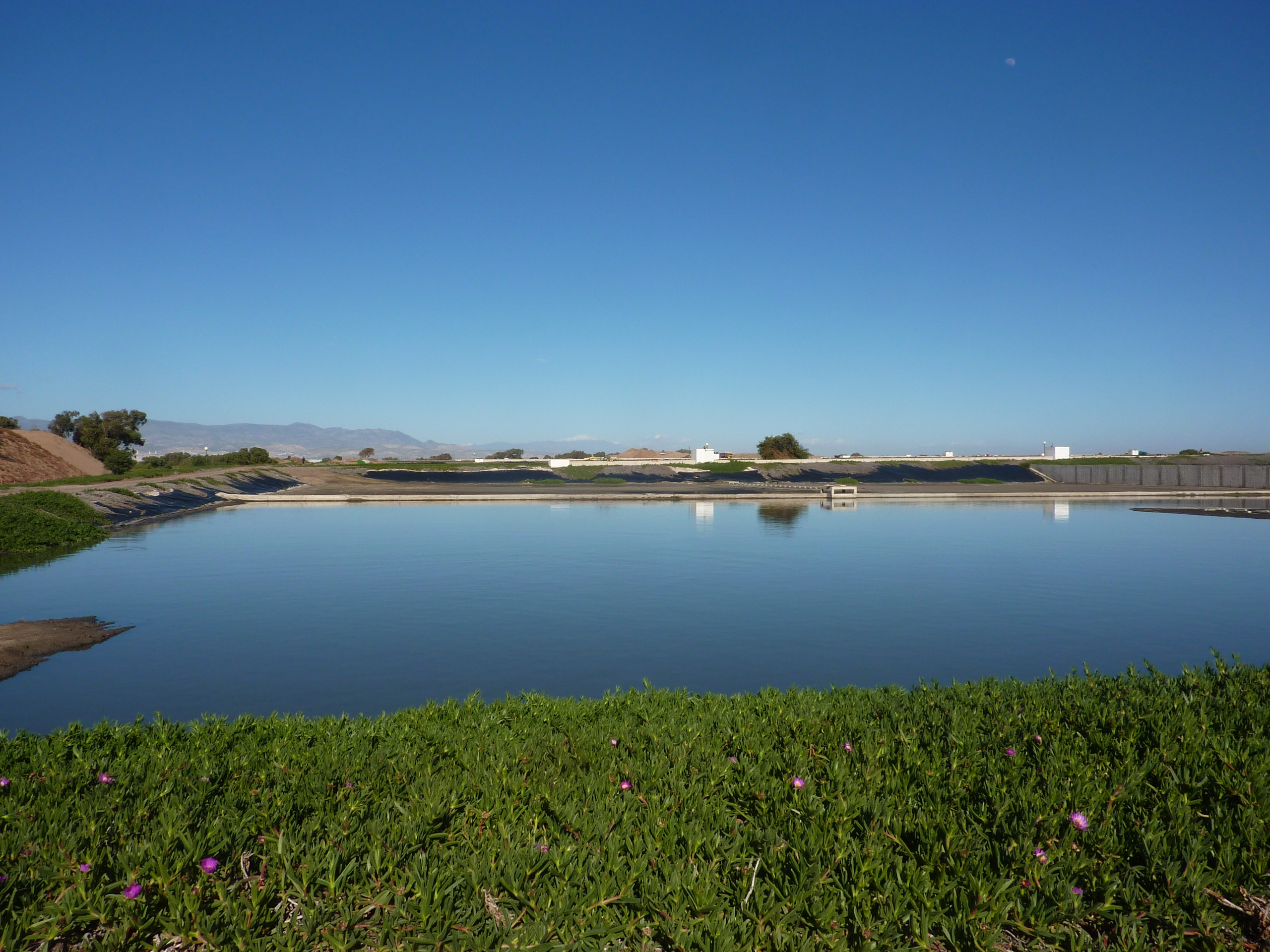
Estanque de estabilización de residuos en Grand Agadir, Marruecos (estación M'zar)

### Concepto de estabilización
Las aguas residuales  urbanas y muchos tipos de aguas residuales industriales contienen importantes cantidades de materia orgánica. Si las aguas residuales se vierten sin tratamiento en cuerpos de agua superficiales (por ejemplo, ríos y lagos), dicha materia orgánica sirve de nutrientes para los microorganismos que viven en las aguas superficiales lo que favorece su proliferación. Mediante los procesos de respiración, estos microorganismos obtienen energía, que al tratarse de procesos oxidativos generan dióxido de carbono y agua, sustancias no contaminantes. Puesto que en el balance global se pierde materia orgánica contaminante y se genera sustancias no contaminantes, al proceso se le denomina “estabilización” de la materia orgánica.
Sin embargo, estos organismos utilizan oxígeno en su respiración, reduciendo así la concentración de oxígeno en las aguas superficiales. Este es uno de los principales problemas de contaminación del agua, que puede afectar a la biota de las aguas superficiales, incluidos los peces.
Es por ello que se utilizan lagunas de estabilización de residuos, las cuales reproducen estos fenómenos biológicos de forma confinada, antes de que tengan lugar en las aguas superficiales receptoras y provoquen los problemas de contaminación por consumo de oxígeno. Los estanques reciben aguas residuales y, mediante procesos naturales similares a los que ocurren en las aguas superficiales, realizan la estabilización de la materia orgánica en su interior, como parte del tratamiento. Por eso recibieron el nombre de lagunas de estabilización de residuos.

### Microorganismos
Las reacciones bioquímicas se producen mediante la participación conjunta de varios tipos microorganismos que viven dentro del estanque. La materia orgánica se mide como demanda bioquímica de oxígeno (DBO). Los valores de DBO en el efluente del estanque son más bajos que en el influente, lo que refleja la eliminación de materia orgánica. Este bioma de estanque utiliza materia orgánica de las aguas residuales como alimento. 
Los nutrientes se convierten en material celular y energía para los procesos vitales, incluida la reproducción y el crecimiento de las células vivas. Algunas de estas células vivas serán, a su vez, consumidas por organismos en niveles tróficos superiores dentro del estanque. En los estanques, el grupo más importante de microorganismos son las bacterias, que utilizan la mayor parte de la materia orgánica de las aguas residuales, pero que también consumen oxígeno.
Las algas son otro grupo esencial de microorganismos esenciales en el tratamiento de agua residual mediante estanques de estabilización. No dependen de la materia orgánica del influente, pero realizan la fotosíntesis liberando oxígeno. El exceso de oxígeno liberado favorece la respiración de los organismos aeróbicos del estanque. El oxígeno atmosférico también se disuelve en el agua, lo que ayuda a mantener una capa aeróbica en la parte superior de la superficie del estanque. 

### Niveles de oxígeno
La concentración de oxígeno varía en la columna de líquido: cerca de la superficie las concentraciones son altas y favorecen el crecimiento de organismos aeróbicos; cerca del fondo del estanque, la penetración de la luz solar es baja, por lo que se reduce la actividad fotosintética, provocando que las concentraciones de oxígeno sean bajas allí. Finalmente, dentro de los sedimentos de la capa inferior, no hay oxígeno en absoluto. Aquí, la materia orgánica se elimina mediante la digestión realizada por organismos anaeróbicos.

### Eliminación de patógenos
En las aguas residuales se encuentran presentes numerosas bacterias y virus patógenos. Su eliminación se lleva a cabo, principalmente, en estanques de maduración, que tienen como objetivo principal la de reducir la concentración de bacterias patógenas. Estas lagunas generalmente son el último paso del tratamiento antes de volcar las aguas tratadas en los receptores finales o de ser reutilizadas en la agricultura. La eliminación de bacterias y virus patógenos se produce principalmente por inactivación. Los patógenos se inactivan como resultado de una interacción compleja de mecanismos que involucran el pH (el valor de pH en los estanques es alto debido a la fotosíntesis de las algas), la temperatura, la radiación ultravioleta presente en la luz solar que llega a la superficie del estanque y las reacciones fotooxidativas que aprovechan las altas concentraciones de oxígeno disuelto. La eliminación también se produce, en cierta medida en los otros estanques del sistema. En general, cuanto mayor sea el número de estanques en la serie, más eficiente será la eliminación de patógenos.
Respecto a otros microorganismos, los patógenos protozoarios están presentes en las aguas residuales en forma de quistes u ooquistes. Los helmintos (gusanos) están presentes en forma de huevos. Los patógenos protozoarios y helmintos se eliminan principalmente mediante sedimentación.[ Se pueden lograr eficiencias de eliminación muy altas, especialmente si los estanques de maduración forman parte del sistema de tratamiento. En ese caso, el efluente final del estanque puede cumplir con las pautas de la Organización Mundial de la Salud para el riego con aguas residuales tratadas (o "agua recuperada"). Sin embargo, el lodo (sedimento) de los estanques puede estar muy contaminado con huevos de helmintos, que pueden sobrevivir incluso después de varios años de almacenar el lodo dentro del estanque.

## Tipos de estanques
Los estanques de estabilización suelen clasificarse según la naturaleza de la actividad biológica que tiene lugar. Siguiendo estos criterios de clasificación hay varios tipos de estanques:

### Estanque aerobios
Se denomina de esta manera a los estanques de estabilización que contienen algas y bacterias en suspensión. Mediante procesos de fotosíntesis, las algas aportan los niveles de oxígeno necesario para permitir la supervivencia de las bacterias aerobias, que son las principales causantes de la degradación de la materia orgánica presente en el agua residual. Aunque la fotosíntesis se produce principalmente en la superficie de la laguna, las condiciones de desarrollo de las bacterias aerobias, prevalecen en toda su profundidad. La profundidad de estos estanques puede variar desde 40-50 cm a 1,5 m. En los menos profundos, se favorece principalmente la producción de algas, mientras que en los más profundos, al disponer de mayor volumen, es mayor la cantidad de oxígeno disuelto que hay a disposición de las bacterias. A mayores profundidades la aportación de oxígeno por la fotosíntesis de las algas se reduce drásticamente, ya que estas disponen de menos luz, por lo que empiezan a predominar los procesos anaerobios de estabilización.

### Estanque anaerobio
Estos estanque son anaerobios prácticamente en toda su profundidad, con excepción de la capa extremadamente delgada de la superficie.  Tienen una superficie menor en comparación con los estanques aerobios y con el fin de conservar la energía térmica y las condiciones anaerobias, también son más profundos (generalmente de 3,0 a 5,0 m). La estabilización se consigue mediante procesos de conversión anaerobia de degradación de la materia orgánica, la cual se transforma principalmente en CO2 y metano, además de otros productos poco solubles que sedimentan en el fondo. Este tipo de estanques son menos eficientes que los aeróbicos y presentan la desventaja de liberar potencialmente gases malolientes. Esto incluye especialmente sulfuro de hidrógeno con olor a huevos podridos, si el sistema tiene problemas operativos. La sedimentación elimina una parte del material orgánico particulado, que se acumula en el fondo y este es otro de los motivos por lo que este tipo de estanque debe ser mucho más profundo que los de tipo aerobio. Este lodo que se acumula en el fondo debe ser eliminado periódicamente. Debido a que los organismos anaeróbicos solo pueden prosperar en temperaturas cálidas, los estanques anaeróbicos no son adecuados para climas templados o fríos.

### Estanque facultativo

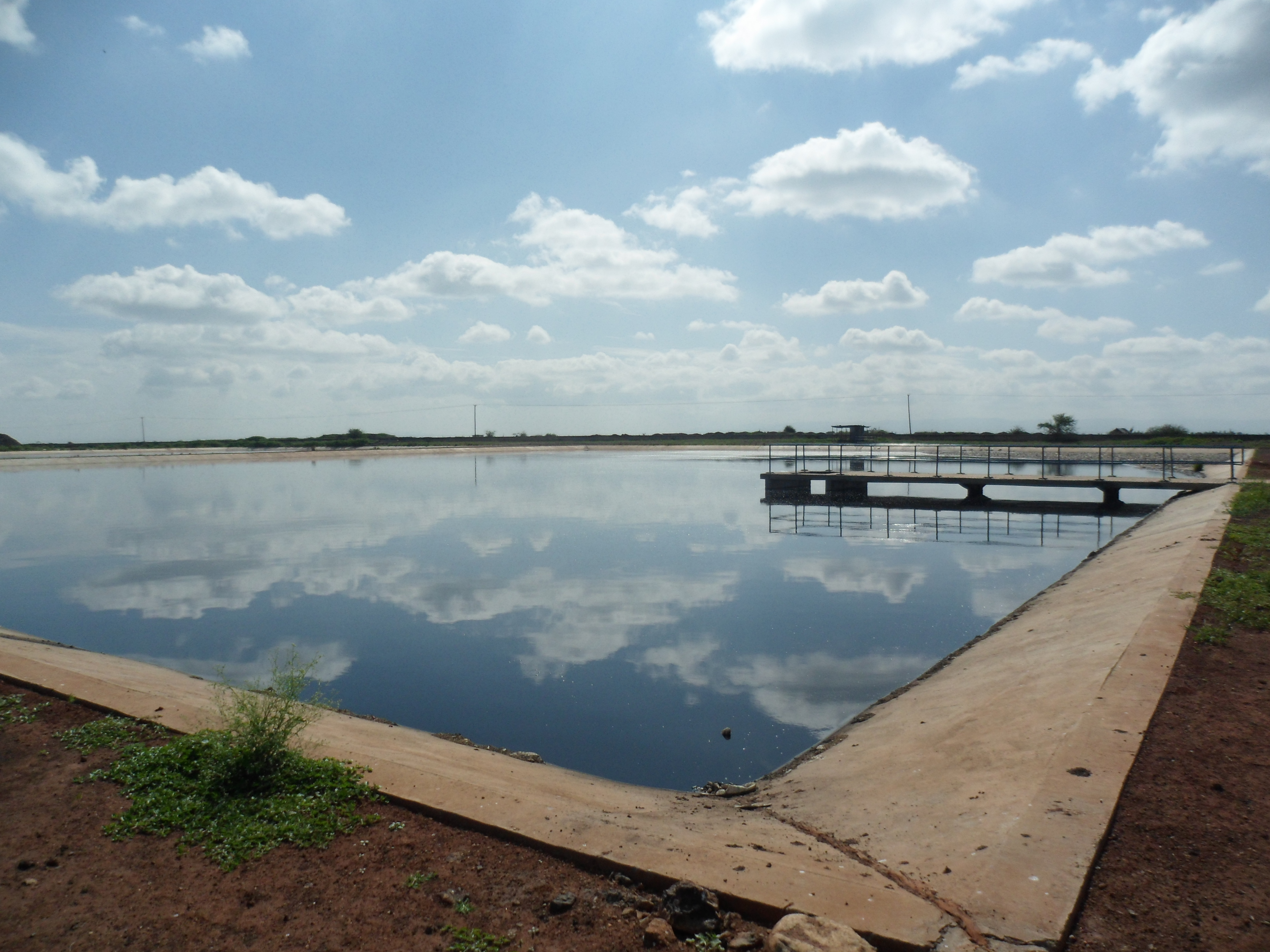
Estanque facultativo para tratamiento de aguas residuales de Ruai (Kenia)

Se trata de un estanque en el que la estabilización de la materia orgánica presente en el agua residual se lleva a cabo tanto por procesos aerobios como anaerobios, por lo que también se conocen como estanques aerobios-anaerobios. En comparación con los tipos de estanques anteriores, los estanques facultativos son de profundidad intermedia (1,5 a 2,5 m de profundidad)  pero con áreas de superficie similares a los estanques aerobios. El área de superficie es importante porque permite que el oxígeno atmosférico se disuelva y la radiación solar penetre en el agua. Esto permite que se produzca la actividad fotosintética que produce más oxígeno en la parte superior. La actividad biológica por la que se produce la estabilización de la materia orgánica presente en el agua residual se produce en tres zonas; una zona superficial y bien iluminada, donde las algas y las bacterias aerobias conviven simbióticamente; una zona inferior, pobre en oxígeno y con poca penetración de la radiación solar, donde predominan las bacterias anaerobias y  una zona intermedia en parte aerobia y en parte anaerobia, donde las descomposición de los residuos orgánicos es llevada a cabo por bacterias facultativas que pueden desarrollarse tanto en presencia como en ausencia de oxígeno. La zona aerobia minimiza los problemas de olores, ya que muchos productos de la descomposición anaerobia procedente del fondo son utilizados por los organismos aerobios.